# Jana ze Wzgórza Latarni
Jana ze Wzgórza Latarni (oryg. Jane of Lantern Hill, inne polskie tytuły Jane z Lantern Hill, Janka z Latarniowego Wzgórza, Jane ze Wzgórza Latarni) – powieść Lucy Maud Montgomery wydana w 1937 roku. 
Traktuje o samotnej, zakompleksionej dziewczynce, która pewnego dnia dowiaduje się, że musi odwiedzić nieznanego ojca, do którego od najwcześniejszego dzieciństwa była zrażana przez despotyczną babkę.
Książka została sfilmowana pod tytułem Lantern Hill (pol. Wzgórze tajemnic) w roku 1990 przez kanadyjskiego reżysera, Kevina Sullivana, który zekranizował wiele powieści Montgomery.